# Garypus saxicola
Garypus saxicola es una especie de arácnido del orden Pseudoscorpionida de la familia Garypidae.

## Distribución geográfica
Se encuentra en Portugal y  España.